# Tendencia Democrática Revolucionaria-Ejército del Pueblo
La Tendencia Democrática Revolucionaria-Ejército del Pueblo (TDR-EP) è un'organizzazione paramilitare di ispirazione comunista attivo in Messico, in particolare a Guerrero. Il gruppo era un sottogruppo dell'Ejército Popular Revolucionario (EPR), in seguito si è distaccato da quest'ultimo anche se hanno gli stessi ideali.

## Storia
Il gruppo è stato formato il 28 giugno del 1998, ma ottenne la sua indipendenza dall'EPR il 12 dicembre 2000. Nel settembre 1999, il gruppo iniziò ad allontanarsi dall'Ejército Popular Revolucionario a causa di una serie di differenze e conflitti all'interno del braccio politico dell'organizzazione. Il gruppo si è pronunciato in diverse occasioni contro il governo federale in eventi come l'anniversario della morte di Lucio Cabañas, la commemorazione della festa della donna, il massacro di Aguas Blancas, il massacro del Corpus Christi, il periodo di presidenza di Vicente Fox, l'arresto di guerriglieri in circostanze sospette, gli abusi commessi dalle autorità durante le rivolte di Atenco del 2006 e altre rivolte precedenti, il rapimento degli studenti di Iguala nel 2014 e dei prigionieri politici durante il periodo dei presidenti Ernesto Zedillo e Vicente Fox, eccetera.
Il gruppo ha commemorato anche eventi internazionali oltre che nazionali, come il colpo di Stato in Cile del 1973 e l'invasione dell'Iraq del 2003, descrivendo gli eventi come un "oltraggio contro il popolo".